# Petro Łajko
Petro Hawryłowycz Łajko (ukr. Петро Гаврилович Лайко, ros. Петр Гаврилович Лайко, Piotr Gawriłowicz Łajko; ur. 27 września?/10 października 1910 w Jekaterynosławiu, zm. 28 lutego 1988 w Dniepropetrowsku) – ukraiński piłkarz, grający na pozycji napastnika.

## Kariera piłkarska

### Kariera klubowa
W 1928 rozpoczął karierę piłkarską w drużynie Żełdor Dniepropetrowsk. Od 1932 bronił barw Dynama Dniepropetrowsk. Na początku 1937 przeszedł do Dynama Kijów, w którym występował do okupacji Kijowa. W latach 1938–1939 pełnił funkcję kapitana kijowskiej drużyny (w 1935-1936 był kapitanem Dynama Dniepropetrowsk). W okresie wojennym występował w dynamowskich zespołach Kazania i Iwanowo. W 1944 powrócił do Dynama Kijowa. Następnie w latach 1946-1952 występował w klubach Stal Dniepropetrowsk i Dynamo Dniepropetrowsk. W 1952 zakończył karierę piłkarską.

### Kariera reprezentacyjna
Bronił barw reprezentacji Dniepropetrowska (1929-1936), Kijowa (1937-1940) i Ukraińskiej SRR (1934).

## Sukcesy i odznaczenia

### Sukcesy klubowe
- brązowy medalista Mistrzostw ZSRR: 1937
- zdobywca Pucharu Ukraińskiej SRR: 1937, 1938

### Sukcesy indywidualne
- wybrany do listy 55 najlepszych piłkarzy ZSRR: Nr 3 (1938)